# Angolatitan adamastor
Angolatitan adamastor ("titán de Angola Adamastor") es la única especie conocida del género extinto Angolatitan de dinosaurio saurópodo titanosauriforme que vivió a mediados del período Cretácico, hace aproximadamente 90 millones de años, en lo que hoy es África.

## Descripción
Fueron grandes dinosaurios herbívoros de cuello largo. Es conocido de un brazo derecho parcial que incluye una escapula, el húmero, de 110 cm de largo, los dos huesos del antebrazo (cúbito y radio), y tres metacarpos. Estos fósiles, número de campo MGUAN-PA-003, se almacenan en el Museo de Geología de la Universidad Agostinho Neto, en Luanda. El hueso del brazo superior mide 110 centímetros y el cúbito 69 centímetros de longitud. En general, la extremidad anterior era menos robusto que en la mayoría de los titanosaurios más derivados. Los metacarpianos eran delgados y de la misma longitud, los de titanosaurios eran más robusto con diferentes longitudes. A diferencia de los titanosaurios, el olécranon estaba ausente, y el primer metacarpiano no se inclina.

## Descubrimiento e investigación
Durante la guerra civil de Angola, la investigación de campo paleontológico no era posible en ese país. Después que la guerra civil terminara en 2002, se realizaron las primeras expediciones paleontológicas en Angola desde la década de 1960, bajo el proyecto PaleoAngola. La primera de estas expediciones se inició en 2005 para explorar las ricas rocas del Cretácico superior, lo que llevó al descubrimiento de Angolatitan. El descubrimiento fue hecho por Octávio Mateus el 25 de mayo, cerca de Iembe en la provincia de Bengo, y las excavaciones se llevaron a cabo en mayo y agosto de 2006.
Angolatitan adamastor fue descrito por Octávio Mateus y colegas en 2011. El nombre del género significa "gigante de Angola". Adamastor es un monstruo marino mitológico que representa los peligros marinos portugueses se enfrentaron en el Atlántico sur.  Hasta 1975, Angola fue una colonia portuguesa.

## Clasificación
Angolatitan era un titanosauriforme basal, más avanzado que Brachiosaurus pero menos derivado que Euhelopus, lo cual es notable dada su aparición relativamente tardía en el registro fósil de los saurópodos. Vivió en lo que parece que fue una localización desértica, y es el primer dinosaurio nombrado de Angola. Angolatitan era una recuerdo de otros tiempos de su tiempo, siendo un saurópodo titanosauriforme basal en un mundo dominado por los titanosaurios más derivados.

## Paleoecología
El espécimen fue encontrado en una gruesa subsección de 50 metros de ancho de la Formación Itombe, llamado las camas tadi, lo que podría estar fechada en el Turoniano tardío hace aproximadamente 90 millones de años, basado en la fauna de peces característicos. Estas rocas se depositaron bajo condiciones de los márgenes marinos. Los fósiles incluyen amonitas, equinodermos y peces, incluidos los tiburones. Los tetrápodos incluyen las tortugas Angolachelys mbaxi, los mosasaurios Angolasaurus bocagei  y Tylosaurus iembeensis, así como varios fósiles de plesiosaurios.
El hábitat de Angolatitan habría sido desértico. Presumiblemente, este saurópodo habría estado bien adaptado a las condiciones muy secas, como en el caso con los actuales elefantes del desierto.